# Ореїна плагіата
Ореї́на плагіа́та (Oreina plagiata) — вид комах з родини Листоїдів.

## Морфологічні ознаки
8–10 мм. Передньоспинка з опуклими боковими валиками. Надкрила з великими крапками. Тіло і кінцівки чорні, передньоспинка і надкрила (крім поздовжньої пришовної чорної смуги) — яскраво-червоні (у мертвих особин — червонувато-цегляні).

## Поширення
Зустрічається в горах Європи, зокрема в Західних Карпатах, Татрах, Альпах і Динарських горах. 
Зазначений у гірських районах півдня Українських Карпат (Чорногори), включаючи й субальпійську смугу.

## Особливості біології
Зустрічається зрідка протягом червня–серпня. Серед кормових рослин жуків і личинок виявлено сугайник австрійський (Doronicum austriacum Jacq.). Моновольтинний, яйцеживородячий вид. Селиться на відкритих, освітлених ділянках, порослих трав'янистими рослинами, здебільшого неподалік струмків.

## Загрози та охорона
Необхідно вивчити особливості біології виду, з'ясувати причини змін чисельності, створити в місцях його існування ентомологічний заказник.